# Verner Sand Kirk
Verner Sand Kirk (født i Thyborøn 1957) er politolog og direktør i brancheorganisationen Danske A-kasser (tidl. A-kassernes Samvirke) og aktiv debattør.
Han er søn af tømrer og skibsinstallatør Lars Sand Kirk og hustru Gerda Marie Kirk. Bor i Hvidovre og er gift med tidligere sygeplejerske Ella Kirk. Sammen har de sønnerne Søren og Jens Sand Kirk  

## Biografi
Verner Sand Kirk har været politisk engageret siden 1973, hvor han var medstifter af en DSU-afdeling i Struer. De senere år er han først og fremmest kendt for sine indlæg og deltagelse i debatter vedrørende arbejdsmarkedet og bl.a. landskendt[kilde mangler] for at  påpege at den regulering af dagpengesystemet, som blev aftalt mellem den første regering Lars Løkke Rasmussen og Radikale Venstre og gennemført under regeringen Helle Thorning-Schmidt I ville resultere i at mange flere tusinde ville falde ud af dagpengesystemet end Finansministeriet havde regnet sig frem til. 
Han er desuden folketingskandidat for Socialdemokratiet i Sundbyvesterkredsen i Københavns Storkreds[kilde mangler].

### Uddannelse
- 1976 Matematisk, fysisk student fra Struer Statsgymnasium.
- 1983 Kandidat i Statskundskab ( cand. scient. pol.) fra Aarhus Universitet (Studiejob som bl.a. slagteriarbejder og underviser for AOF og forskellige fagforeninger).

### Erhverv
- 1984 Konsulent hos Danske Mejeriers Fællesorganisation, handels- og markedspolitisk afdeling i Aarhus
- 1986 Konsulent og senere leder af Socialdemokratiets Politisk Økonomiske afdeling på Christiansborg.
- 1993 Særlig rådgiver for arbejdsminister Jytte Andersen
- 1995 Udviklingschef og rådgiver for den socialdemokratiske folketingsgruppe og statsminister Poul Nyrup Rasmussen
- 2000 Afdelingschef i Beskæftigelsesministeriet
- 2007 Direktør for Forebyggelsesfonden
- 2009 Direktør Danske A-kasser